# Thomas Hill (atleta)
Thomas Hill (Estados Unidos, 17 de noviembre de 1949) es un atleta estadounidense retirado, especializado en la prueba de 110 m vallas en la que llegó a ser medallista de bronce olímpico en 1972.

## Carrera deportiva
En los JJ. OO. de Múnich 1972 ganó la medalla de bronce en los 110 metros vallas, con un tiempo de 13.48 segundos, llegando a meta tras su compatriota Rod Milburn que con 13.24 segundos batió el récord del mundo, y el francés Guy Drut (plata con 13.34 segundos).